# Лукасевич, Антоний
Анто́ний Я́куб Лукасе́вич (пол. Antoni Jakub Łukasiewicz; 26 июня 1983, Варшава) — польский футболист, защитник клуба «Арка». Выступал в сборной Польши.

## Биография

### Клубная карьера
Начал профессиональную карьеру во второй команде варшавской «Полонии». В главной команде дебютировал 15 августа 2002 года в матче квалификации Кубка УЕФА против мальтийской «Слимы Уондерерс» (1:3), Лукасевич вышел на 88-й минуте вместо нигерийца Эммануэля Эквуему. «Полония» успешно прошла мальтийцев, но в следующем раунде клуб уступил португальскому «Порту» по сумме двух матчей (2:6). Лукасевич сыграл во втором матче против «Порту» (2:0) забил первый гол на 67-й минуте в ворота Нуну. В Экстраклассе дебютировал 14 сентября 2002 года в матче против хожувского «Руха» (2:1), Лукасевич вышел в дополнительное время вместо Себастьяна Кенска. Всего в чемпионате Польши Антоний провёл 80 матчей.
Летом 2006 года перешёл в испанскую «Эльче», клуб выступал в Сегунде. Летом 2007 года был отдан в годичную аренду в португальскую «Униан Лейрию». Вместе с командой сыграл 1 матч в квалификации Кубка УЕФА 20 сентября 2007 года против немецкого «Байера» (3:1). В команде не смог закрепиться сыграв всего 13 матчей в чемпионате Португалии.
Летом 2008 года вернулся на родину и перешёл в клуб «Шлёнск». В сезоне 2008/09 вместе с командой выиграл Кубок Экстраклассы, в финале «Шлёнск» обыграл «Одру» из Водзислава-Слёнски (0:1).

### Карьера в сборной
В составе юношеской сборной Польши до 16 лет принял участие в чемпионате Европы в Израиле. Тогда Польша заняла 3 место в группе, уступив Испании и Греции, и обогнав Румынию. В молодёжной сборной Польши до 21 года Лукасевич стал капитаном.
В национальной сборной Польши дебютировал при тренере Лео Бенхаккере 14 декабря 2008 года в матче против Сербии (1:0), Лукасевич начал матч в основе, но на 56-й минуте был заменён на Гжегожа Крыховяка.

## Достижения
- Обладатель Кубка Экстраклассы: 2008/09